# Maria Großbauer
Maria Großbauer (ur. 25 maja 1980 w Neunkirchen) – austriacka działaczka kulturalna, marketingowiec, muzyk i polityk, organizatorka Opernball w Wiedniu, parlamentarzystka.

## Życiorys
Córka Karla Jeitlera, muzyka Wiener Philharmoniker. Zamężna z grającym w tej samej orkiestrze skrzypkiem Andreasem Großbauerem, z którym ma syna.
Absolwentka szkoły reklamy Werbe Akademie w Wiedniu (2001). Pracowała w różnych agencjach reklamowych, w tym na stanowisku dyrektora kreatywnego. W 2011 założyła własne przedsiębiorstwo działające w tej branży. Poza pracą zawodową zajęła się także działalnością artystyczną. Kształciła się w zakresie gry na saksofonie na Universität für Musik und darstellende Kunst Wien, przez kilka lat występowała jako muzyk. W 2012 wydała książkę In Frack und Lederhose, będącą biografią jej ojca. W 2016 powołana na organizatorkę Opernball w Wiedniu, najważniejszego austriackiego balu okresu karnawału; za jego organizację odpowiadała w latach 2017–2020.
W lipcu 2017 na zaproszenie Sebastiana Kurza została kandydatką Austriackiej Partii Ludowej w wyborach parlamentarnych rozpisanych na październik tegoż roku; uzyskała w nich mandat posłanki do Rady Narodowej XXVI kadencji. Z powodzeniem ubiegała się o reelekcję w 2019.